# 阔叶假排草
阔叶假排草（学名：Lysimachia sikokiana subsp. petelotii）为报春花科珍珠菜属假排草的亚种。分布在越南北部以及中国大陆的广东、四川、云南、湖南、广西、贵州等地，生长于海拔600米至2,100米的地区，常生长在混交林下，目前尚未由人工引种栽培。